# Nächte am Nil
Nächte am Nil ist eine zur Zeit des Stummfilms spielende deutsche Filmparodie aus dem Jahre 1949. Unter der Regie von Arthur Maria Rabenalt spielen Sonja Ziemann und Wolfgang Lukschy die Hauptrollen. Die Geschichte basiert auf Bobby E. Lüthges musikalischer Komödie Darf man? Darf man nicht?.

## Handlung
Berlin 1912. In den Stummfilmstudios beginnen die Kameras zu surren, und obwohl die Filmproduktion bereits im vollen Gange ist, werden doch bislang kaum mehr als Kintopplustspiele und -dramen für die einfachen Gemüter gedreht. Die Kinematographie, da sind sich alle Beteiligten sicher, wird eines Tages ein durchschlagender Erfolg werden. Während der promovierte Schriftsteller Robert Dirig, anders als die meisten seiner Kollegen, die dem neuen Medium kritisch bis ablehnend gegenüberstehen, im Film das große Geschäft ahnt, ist der attraktive Filmautor auch ganz anderen Verlockungen ausgesetzt. Ausgerechnet der aufkommende Leinwandstar Miranda, eine Diva wie sie im Buche steht, hat es auf ihn abgesehen, und sie scheint es auch nicht sonderlich zu stören, dass Robert längst an Susanne, seine frisch angetraute Ehefrau, vergeben ist. Hemmungslos flirtet die von sich maßlos überzeugte Leinwandmimin mit Robert, während Susanne, von bösen Vorahnungen heimgesucht, sich daraufhin entscheidet, vor Ort selbst nach dem Rechten zu sehen. Von ihrem Gatten unbemerkt, begibt sie sich ins Filmstudio und bewirbt sich als Statistin bei der nächsten Filmproduktion und gerät alsbald selbst in heikle Situationen. Rasch geraten „Nachwuchsdarstellerin“ Susanne und der exaltierte Star Miranda am Set aneinander.
Eines Tages verweist Miranda sogar Susanne des Studios, sodass diese sich mit dem hier ebenfalls beschäftigten Kunstflieger Ricardo Cabanera, mit dem sie sich zwischenzeitlich angefreundet hat, und dem biederen Möbelfabrikanten Paul Kleinke, der bei der neuesten Produktion als Finanzier auftritt, in ein Hotel zurückzieht. Beide sehr unterschiedlichen Männer zeigen Interesse an der unbekannten Statistin, und seitdem Susanne mittlerweile ihrem Gatten das Allerschlimmste zutraut, scheint sie auch nicht mehr vollkommen abgeneigt. Aus Trotz wird sogar ein Termin beim Scheidungsanwalt Dr. Ramborn festgelegt. Als Susanne dort erscheint, führt sie ihre beiden Galane an ihrer Seite, sodass sie Robert die allseits begehrte Grande Dame vorspielen kann, in der Hoffnung, ihn auf diese Weise eifersüchtig zu machen. Doch Robert durchschaut das Spiel seiner Gattin und grinst süffisant-wissend. Dies bringt nun Susanne erst recht auf die Palme. Ricardo glaubt sich im Vorteil und sagt seiner Angebeteten, dass er sie am liebsten sofort mit seinem Flugzeug nach Paris „entführen“ wolle. Dem Scheidungsanwalt, der ebenfalls das Spiel der nicht wirklich scheidungswilligen Eheleute durchschaut, wird es nun zu bunt und macht der bislang nichtsahnenden Miranda klar, dass ihre Konkurrentin, die „kleine“ Filmstatistin Susanne, in Wahrheit die Gattin ihres Autoren Dirig sei. Miranda eilt daraufhin zum Flugplatz, um den gleichfalls ahnungslosen Ricardo über diesen Umstand zu informieren. Daraufhin wird nun Miranda die Flugbegleiterin Ricardos. Am vereinbarten Scheidungstermin kommt es zur Wiederbegegnung Susannes und Roberts und, frisch geschieden, planen die beiden, sofort wieder zu heiraten. 

## Produktionsnotizen
Nächte am Nil entstand im Frühjahr 1949 in den Studios von Berlin-Tempelhof bzw. in Berlin und Umgebung (an der Havel) (Außenaufnahmen). Der Film wurde am 21. Oktober 1949 in Kassel uraufgeführt, die Berliner Premiere war am 9. Dezember 1949. 
Frank Clifford übernahm die Produktionsleitung. Emil Hasler entwarf die von Walter Kutz ausgeführten Filmbauten. Werner Schulz zeichnete für die Kostüme verantwortlich. Es spielte das RIAS-Tanzorchester.

## Kritik
„Parodistische Tonfilmoperette mit recht plumpem Humor.“